# Il ritorno dei ragazzi vincenti
Il ritorno dei ragazzi vincenti è un teen-movie del 2005, sequel de I ragazzi vincenti, diretto da David M. Evans. Nel 2007 è stato realizzato un ultimo capitolo, uscito per home video e ancora inedito in Italia, dal titolo The Sandlot: Heading Home

## Trama
Ritornano le avventure di un gruppetto di ragazzi, appassionati come sempre di baseball, che stavolta devono unire i loro sforzi per poter recuperare un modello di un missile che è caduto nel cortile di Mr. Mertle, territorio proibito e custodito da una temutissima bestia, detta la Grande Paura.